# Пуштунистан
Пуштунистан (пушту پښتونستان‎) — в переводе «земля пуштунов», современный термин, используемый для обозначения исторической области, населённой пуштунами и народами, которые могут рассматриваться как их непосредственные предки с 1-го тысячелетия до нашей эры. Приблизительно с третьего века нашей эры эту область стали также называть Афганистан.
Пуштунистан был политически разделён в 1893 году между Афганистаном и Британской Индией по линии Дюранда, условной и почти не демаркированной границе. С конца 1940-х годов, после распада Британской Индии и создания Пакистана, пуштунские националисты периодически предлагали концепцию создания независимого государства Пуштунистан.

## Происхождение и история названия
Понятие «Пуштунистан» почти совпадает с понятием «Афганистан» в значении, употреблявшемся со средних веков до начала XX века. Слово «Афганистан» встречается ещё в VI веке н. э. у индийского астронома и математика Варахамихиры, в трудах китайского путешественника Сюаньцзана (VII век) и арабского учёного Ибн Баттуты (XIII век). Это понятие в Индии уже было в активном использовании в начале правления Великих Моголов — при падишахе Бабуре (середина XVII века). Термин «афганцы» в качестве названия народа используется, по крайней мере, начиная с исламского периода. По мнению ряда учёных, слово «афганский» появляется впервые в истории в 982 году; тогда под ним понимались афганцы различных племён, жившие на западной границе гор вдоль реки Инд.
Название Пуштунистан (пушту پښتونستان‎) произошло от североиндийского (на яз. хиндустани) слова «Патханистан» (урду پشتونستان‎, совр. хинди पठानिस्तान). Персидский историк XVI века Феришта писал, что пуштуны называют свой регион «Афганистан», а народы Индии называют его «Патханистан». Само понятие Пуштунистан было взято из старого пуштунского слова — «Пахтунхва». Как и многие другие слова из языков хинди и урду, слово «Патханистан» вошло в лексику пушту. Активисты движения за независимость Пуштунистана (например, Худай Хидматгаран) сами вскоре начали использовать слово «Патханистан» для обозначения областей, населённых пуштунами, и в дальнейшем слово «Пуштунистан» стало широко употребляемым среди населения. Известно также, что термин «Пуштунистан» использовался британскими колониальными властями в Индии с конца XIX века.

## Пуштуны

### Этногенез пуштунов
Формирование протопуштунских племён изучено не до конца. Прежде всего, неясно, насколько строго на протяжении истории соответствовал пуштунам экзоэтноним афган, а также происхождение термина. В XIX в. норвежским учёным Христианом Лассеном было высказано предположение о связи позднего индоарийского этнонима avagāṇa с санскритским а́швака (аśvaka), названием одного из племён древних камбоджей, населявших, согласно индийским источникам, северо-восток современного Афганистана, в районе Гиндукуша. Этноним ашвака явно связан с санскритским «конь» (санскр. аśva-) и может означать как «коневоды», так и «всадники». Северо-западные земли Камбоджи и Балхики (Бактрии) славились в Древней Индии развитым коневодством. Знаменитый индийский учёный Панини, употребляя для этого народа название «ашвака», упоминает также иранскую форму «aspa». Древнегреческие авторы упоминают в этом регионе как аспасиев (Aspasioi, с глоссой Hippasii), так и ассакенов (Assakenoi, ср. пушту آس‎ ās «конь»).
Во время вторжения через Гиндукуш в Индию саков (т. н. индо-скифов), начавшегося во II в. до н. э., произошла миграция камбоджей на юг. Происхождение пуштунов из Бактро-Бадахшанского региона подтверждают данные языкознания, устанавливающие отдалённую связь языка пашто с памирскими языками и помещающие его в промежуточное положение между мунджанским и южнопамирскими (ишкашимским и сангличским). Раннюю же миграцию на юг подтверждают многочисленные древние заимствования в пашто из индоарийских.
В дальнейшем Индо-Гиндукушский регион становился ареной экспансии новых волн завоевателей из Средней Азии: тохаров-кушан (юэчжи, I в. н. э.), эфталитов (IV в.), тюрков-газневидов (X в.). Эти земли подчиняли Сасаниды, арабы, Саманиды. Предполагается, что все они так или иначе оставили след в этногенезе пуштунов.
Островком среди Индо-Гинудкушского региона, где вследствие многочисленных завоеваний этническая ситуация была очень нестабильна, оказались горы между Индом, Кабулом и бассейном Гильменда, названные Сулеймановыми (в основном, расположенные на территории современного Пакистана, в области Вазиристан), которые стали исторической прародиной пуштунских племён, где их практически не затронуло арабское завоевание. Имя афганцев в мусульманской литературе впервые появляется в X в. в трактате «Худуд аль-алам» и у аль-Утби в хронике Махмуда Газневи. Несмотря на подчинение Пешавара и далее Северной Индии, лежавшие рядом с Газной афганские горы были неподконтрольны Махмуду и его последователям. Разбой афганских горцев сильно затруднял сообщение между Газной и Пенджабом. До XIV в. пуштунские племена не принимали и ислам, оставаясь верными иранским верованиям. Миграции афганских скотоводов из малоплодородных горных областей началась ещё в XI в. Однако, начиная с XIV в., после разрушения Газны монголами, разорения и рассеяния её жителей этот процесс заметно усилился. Пуштуны массово заселили долины Кабула, Аргандаба и Гильменда. Путешественник Ибн Баттута, посетивший Кабул в 1333 г., писал:
«Мы прибыли в Кабул, некогда бывший большим городом, на месте которого сейчас расположена деревня, населённая племенем персов, называемым афганцами. В их подчинении горы и ущелья, они обладают большой силой и являются, по большей части, разбойниками».
Пуштунские племена не только частично ассимилировали коренное земледельческое население, представленное в основном таджиками, но и включили в свой состав другие скотоводческие племена. В частности, предполагается, что одно из крупнейших пуштунских племенных объединений гильзаи представляют пуштунизированных тюрков-халаджей, ещё в X в. бывших самостоятельным народом и окончательно перешедших на пашто только в XVI в.
В XVI—XVII в. Индо-Гиндукушский регион стал ареной борьбы между державами Сефевидов и Великих Моголов. Пользуясь взаимным ослаблением этих двух держав, пуштунские племена начали основывать собственные государства (Афганские ханства). Кандагарский правитель Ахмад-Шах Дуррани из племени абдали, утверждая свою власть с 1747 г., смог подчинить другие пуштунские племена, до того часто враждовавшие между собой, и основать первую настоящую афганскую державу — Дурранийскую империю, подчинившую, в том числе, на севере от Гиндукуша области Герата и Балха. С тех пор экспансия пуштунских племён, поощряемая правительством, начала ещё более усиливаться. Пуштуны массово переселились в северные области Афганистана. Даже в подчинённой Британской Индии пуштуны продвигались всё дальше на север и северо-восток, где сильно теснили дардов.

### Численность
В 2009 году в Пакистане проживало около 27 миллионов пуштунов. Кроме того, на северо-западе страны проживает около 1 700 000, преимущественно пуштунских, беженцев из Афганистана. В 2010 году более 12 миллионов пуштунов проживало в Афганистане. Большинство афганских пуштунов проживает в южной части страны, в городе Кандагаре численность пуштунов составляет около 70 %. В других крупных городах пуштуны составляют от 5 до 50 % от общей численности населения. Это объясняется тем, что большинство пуштунов Афганистана проживает в сельской местности. По одним данным, в Карачи проживает больше пуштунского населения (7 миллионов человек), чем в Кабуле, Пешаваре и Исламабаде вместе взятых. Карачи — крупнейший центр пуштунской культуры. По другим данным, в Карачи проживает всего 1 500 000 пуштунов. В пакистанском Белуджистане пуштуны составляют 40 % от общей численности населения провинции (то есть 40 % от 7 914 000 чел.).

## Древняя история
Во время вторжения через Гиндукуш в Индию саков, начавшегося во II в. до н. э., происходит миграция камбоджей на юг. Происхождение пуштунов из Бактро-Бадахшанского региона подтверждают лингвистические данные, устанавливающие отдалённую связь языка пашто с памирскими языками и помещающие его в промежуточное положение между мунджанским и южнопамирскими (ишкашимским и сангличским). Раннюю же миграцию на юг подтверждают многочисленные древние заимствования в пашто из индоарийских языков.
В дальнейшем Индо-Гиндукушский регион становился ареной экспансии новых волн завоевателей из Средней Азии: тохаров-кушан (китайское название — юэчжи, I в. н. э.), эфталитов (IV в.), тюрков-газневидов (X в.). Эти территории в V—VI веках находились под властью Ирана при Сасанидах, позже подверглись арабскому вторжению, а в IX—X веках находились под контролем государства Саманидов. Предполагается, что все эти завоевания так или иначе оставили след в этногенезе пуштунов.
С арабским завоеванием связано начало распространение среди пуштунов ислама. Этот процесс стимулировался также и тем, что часть арабов осела на территории Пуштунистана в районе Сулеймановых гор и постепенно ассимилировалась, передав местному населению свои культурно-религиозные традиции. Затем Пуштунистан последовательно попадал под власть различных мусульманских государств Средней Азии — тюркского государства Газневидов (в этот период Лахор стал вторым по важности городом этого государства), затем государства Гуридов. В XIII веке территория, населённая пуштунами, подверглась монгольскому нашествию, которое затронуло преимущественно персидские города на севере страны. В XIV и XV веке династия Тимуридов взяла под контроль близлежащие города и посёлки, а Бабур в 1504 году захватил Кабул.

### Делийский султанат и Дурранийская империя
У истоков делийского султаната стояли Гуриды — выходцы из афганской области Гор. В конце XII века Мухаммад Гури, сделавший своей столицей Лахор, устраивал регулярные набеги на северо-запад Индии. Его полководец Кутб ад-Дин Айбек, овладевший Индией после побед при Тараори (1192) и Чанадаваре (1194), после смерти своего покровителя отделился от Лахора и провозгласил себя делийским султаном.
Первые султаны, будучи тюрками, культурно и политически тяготели к ираноязычному миру, однако третий султан, Ильтутмыш, занял стратегические пункты Североиндийской равнины и окончательно обосновался в Дели. После 30 лет междоусобиц, последовавших за его смертью в 1236 г., на престол взошёл Гийас уд-Дин Балбан, которому пришлось оборонять султанат от воинственных раджпутов и нашествия монголов.
На исходе XIII века Делийский султанат достиг вершины своего могущества. Султан Ала уд-Дин Хальджи покорил Гуджарат (ок. 1297) и Раджастхан (1301—1312) и отстоял свои владения от нашествия чагатаев из Мавераннахра. Начатое им и его наследниками продвижение на юг создало предпосылки для распада государства. При султане Мухаммаде ибн Туглаке, который перенёс столицу из Дели на Декан, армия мусульман зашла на юг дальше, чем когда бы то ни было, — вплоть до Мадурая, где ими был основан Мадурайский султанат.
Дурранийская империя — историческое государство, включавшее в себя территорию современных Афганистана, Пакистана, северо-восточную часть Ирана и западную часть Индии. Была основана в Кандагаре в 1747 году полководцем Ахмад-шахом Дуррани. Однако, при его преемниках империя распалась на ряд самостоятельных княжеств — Пешаварское, Кабульское, Кандагарское и Гератское. Дурранийская империя часто рассматривается как предшественник современного государства Афганистан.

## Современная история

### Европейское влияние
После падения империи Дуррани и создания новой династии Баракзаи, в Афганистане некоторые пуштунские области вышли из-под контроля властей, поскольку пуштуны потеряли контроль над регионом Пенджаб и Белуджистан в результате англо-афганских войн. Поступательное, в течение первых трёх четвертей XIX века, продвижение России на Кавказ и Туркестан заставило Англию обратить внимание на Афганистан, в то время ещё отделённый от её индийских владений обширной территорией сикхских и синдских владений. По мере приближения русских войск к границам Афганистана, военное значение Турции и Персии постепенно падало в глазах англичан, и взамен этого становилось важным значение Афганистана, ставшего единственным барьером, отделявшим русские владения от границ Индии. Отсюда мысль о подчинении Афганистана или, по крайней мере, о прочном с ним союзе, стала обязательным элементом всех соображений англичан, касавшихся обороны их индийских владений.
Но причиной, заставившей Англию уже в 1808 году вступить в отношения с Афганистаном, являлась не экспансия России на юг, а планы Наполеона по захвату Британской Индии. В 1807 году был подписан франко-иранский союз, позволявшей Франции провести через Иран свои войска с целью захвата Индии, поэтому Ост-Индской компании пришлось принимать ответные действия. Так как Афганистан являлся северными воротами в Индию, было решено отправить туда посольство.
Как и в 1-ю англо-афганскую войну 1838—1842 годов, англичане начали вторжение в Афганистан вследствие недовольства его политической ориентации на Россию. В 1878—1879 годах англо-индийские войска под командованием генерал-майора Фредерика Робертса, разгромив в нескольких селениях афганцев, захватили Джелалабад, Кандагар и Кабул. Потерпев поражение, эмир Шир-Али, оставив власть своему сыну Якуб-хану, бежал в 1878 году в русские владения.
В конце XIX и в начале XX века британцы стремились использовать Афганистан в качестве буферной зоны между Британской Индией и Российской империей. В результате произвольной демаркации была создана т. н. линия Дюранда с целью разделить пуштунские территории вдоль границы Афганистана и Пакистана. Общий эффект от искусственно созданной границы привёл к накаливанию ситуации и к негативному отношению со стороны пуштунских племён к своим соседям. Данная политика Британии (разделяй и властвуй), привела к усилению антиколониальных настроений в районах проживания пуштунских племён, и они, в результате, стали стремиться к независимости и свободе от британского правления.
21 февраля 1919 года на эмирский престол в Афганистане взошёл Аманулла-хан. Поддерживаемый армией и радикальной партией «младоафганцев», он объявил о ликвидации политической зависимости страны от Англии. 3 мая англо-индийская армия вторглась в страну на Хайберском, Вазиристанском и Кандагарском направлении, в ответ Аманулла-хан объявил им джихад. Но 50-тысячная афганская армия не смогла остановить их наступление, и уже 5 мая была вынуждена отказаться от активных действий. Только на следующий день в Кабуле получили ноту Великобритании с официальным объявлением войны. Английские самолёты нанесли бомбовые удары по Джелалабаду и Кабулу. Пограничные афганские племена подняли восстание против англичан, и в это же время в Индии усилилось национально-освободительное движение. 3 июня было заключено перемирие между английскими и афганскими войсками. 8 августа 1919 года в Равалпинди (Британская Индия) был подписан прелиминарный мирный договор Великобритании с Афганистаном, по которому последнему давалась независимость во внешней политике.
Во время Первой мировой войны, афганское правительство связалось с Османской империей и Германией, через экспедицию Нидермайера-Хентинга, с целью присоединиться к Центральным державам от имени халифа (турецкий султан носил титул халифа, то есть духовного лидера всех мусульман) и, таким образом, участвовать в Джихаде. Однако Насрулла-хан не поддержал усилий правительства и не стал вмешиваться в конфликт.
Великий визирь (премьер-министр) Османской империи Касим-Бей издал фирман от имени султана на персидском языке. Он был адресован «жителям Пуштунистана». В нём было сказано, что когда англичане будут разбиты, «Его Величество Халиф, по согласованию с союзными государствами, предоставляет гарантию независимости для единого государства Пуштунистан и будет оказывать всемерную поддержку ему. Я не позволю какого-либо иностранного вмешательства в стране Пуштунистан». Однако усилия не увенчались успехом, и афганский эмир Хабибулла-хан сохранил нейтралитет Афганистана на протяжении всей Первой мировой войны.
В ходе Миссии Криппса в 1942 году и Правительственной миссии в Индию в 1946 году, афганское правительство неоднократно пыталось добиться того, чтобы любые дискуссии о независимости Индии протекали с участием его представителей. Британское правительство отказалось от участия афганцев в переговорах, так как не хотело ставить под сомнение территориальную принадлежность Северо-Западной пограничной провинции.
Участники движения Худай Хидматгаран и Абдул Гаффар-хан были участниками ненасильственной группы, вдохновлённые личностью Махатмы Ганди. В то время как правительство Афганистана было готово сотрудничать с Индийским национальным конгрессом, пуштунское население Британской Индии желало полной независимости от Индии. Когда решение о независимости Индии было объявлено, в него вошло право на проведение референдума в Северо-Западной пограничной провинции, поскольку он находился под властью Худай Хидматгарана и поддерживаемого Конгрессом, правительства доктора Джаббара Хана. Жителям провинции были даны два варианта ответа на референдуме: вступить в состав Пакистана или остаться в составе Индии. Право на полную независимость региона не было предусмотрено. 21 июня 1947 года, члены движения Худай Хидматгаран и другие лидеры провинции собрались под председательством Амира Мохаммада Хана в Банну и пришли к выводу, что в данном виде референдум абсолютно не приемлем и так как независимость Пуштунистана не была предусмотрена, они объявили бойкот референдума. Когда голосование было завершено, подавляющее большинство жителей провинции проголосовали за присоединение к Пакистану. В результате Северо-Западная пограничная провинция вошла в состав Пакистана.
Во время советского вторжения в Афганистан основное сопротивление войскам СССР оказывали преимущественно пуштунские формирования афганцев. После вывода советских войск из Афганистана власть в стране в 1996 г. захватили талибы. Однако, в 2001 году в Афганистан вторглись войска НАТО и США, в результате чего Талибан перешёл к методам партизанской войны. 14 декабря 2007 года в движении произошёл раскол, в результате чего был образован Техрик Талибан-и-Пакистан, который провозгласил независимость населённого пуштунами Вазиристана от Пакистана.

### Создание Пакистана
Правительство Афганистана выступило против вступления Пакистана в ООН в 1947 году, хотя спустя несколько месяцев изменило своё решение. 26 июля 1949 года резкое ухудшение афгано-пакистанских отношений привело к ряду вооружённых инцидентов на линии Дюранда. Наиболее масштабным из них стал авиаудар пакистанских ВВС по одной из деревень на афганской территории. Собравшаяся после этого инцидента Лойя-джирга (всеафганский совет) постановила, что Кабул не признаёт «мнимой границы» между двумя государствами, и что все предыдущие соглашения по линии Дюранда были нелегитимными Однако в Пакистане положение пуштунов в обществе традиционно было высоким. В 1950—1960-е годы пуштуны заняли многие высшие должности в пакистанском правительстве и в вооружённых силах страны.
Афганские и пуштунские националисты не воспользовались уязвимостью Пакистана во время индо-пакистанской войны 1965 года и индо-пакистанской войны 1971 года, и даже поддержали Пакистан в этих войнах против Индии. Кроме того, если бы Пакистан был присоединён к Индии, то пуштунские националисты оказались бы в более сложной ситуации, так как им пришлось бы сражаться против гораздо более сильного противника.
В 1970-х годах Пакистан и Афганистан вновь оказались в напряжённых отношениях, после подавления сепаратистского движения белуджей и пуштунских националистов во время правления Зульфикара Али Бхутто. Пакистанское правительство решило принять ответные меры против пуштунистанской политики Афганистана, поддерживая исламистских противников афганского правительства, в том числе будущих лидеров моджахедов Гульбеддина Хекматияра и Ахмада Шаха Масуда. Это принесло заметный результат — в 1977 году афганское правительство Мухаммеда Дауда было готово урегулировать все нерешённые вопросы в обмен на снятие запрета Национальной народной партии на провинциальную автономию для пуштунов, которая была гарантирована Конституцией Пакистана, но отменена правительством Бхутто, когда вся страны была поделена на две провинции Западный и Восточный Пакистан.
С мая 2007 года разгорелся новый виток конфликта между двумя странами. Пакистанские войска вторглись на территорию Афганистана и установили на ней укреплённые военные посты. В ходе краткосрочной войны погибли десятки человек. Конфликт до сих не урегулирован, по состоянию на 2011 год стычки продолжаются.

## Пуштунские регионы Пакистана

### Хайбер-Пахтунхва (Северо-западная пограничная провинция)
Известные сторонники независимости Пуштунистана, Хан Абдул Вали Хан и Хан Абдул Гаффар-хан, хотели единого государства для пуштунов и включения в него Северо-западной пограничной провинции Пакистана. Гаффар-хан заявил в Учредительном собрании Пакистана в 1948 году, что он хочет переименовать Северо-Западную пограничную провинцию в Пуштунистан. По аналогии как названы другие провинции государства: Синд, Пенджаб и Белуджистан. Рахмат Али предлагал назвать провинцию — Афгания. Однако это название не смогло найти политическую поддержку среди руководителей провинции.
Наибольшей поддержкой пользовался вариант переименования СЗПП в Пахтунхву (что переводится как «пуштунская сторона»). Насим Вали Хан (жена Хана Абдула Вали Хана) заявила в интервью: «Я хочу определённости… Я хочу, чтобы название было изменено таким образом, что пуштуны могут быть определены на карте Пакистана… Названию „Пахтунхва“ более 3000 лет: наименование, используемое Ахмедом Шах Абдали, который сказал, что он забыл всё, включая трон Дели, но не Пахтунхву».
31 марта 2010 года пакистанская конституционная комиссия согласилась переименовать Северо-Западную пограничную провинцию в Хайбер-Пахтунхву.

### Зона Племён (FATA)
Конституция Пакистана регулирует правовые взаимоотношения в Зоне Племён, по сути дублируя правила, которые были установлены британцами в 1901 году как Регулирование пограничных преступлений. Юрисдикция Верховного суда Пакистана не распространяется на Зону Племён и на провинциально управляемые племенные территории; законы, издаваемые в провинциальной ассамблее Хайбер-Пахтунхвы, не могут быть применены к данным территориям, только губернатор соответствующей провинции и президент Пакистана могут регулировать жизнь Зоны Племён.
Пуштуны составляют абсолютное большинство населения территории, всего в Зоне Племён на 1998 год проживало 3 176 331 человек.

## Дебаты о судьбе Пуштунистана
Позиции властей Афганистана и Пакистана по проблеме Пуштунистана сильно различаются. Так, позиция Афганистана по включению пуштунских территорий в свой состав категорически отвергается Пакистаном. Афганистан объясняет свои претензии на пакистанские пуштунские районы тем, что он был основным регионом по проживанию пуштунов начиная с 1709 года династии Хотаки и во времена Дурранийской империи. Согласно историческим источникам, афганские племена пришли в долину Пешавар только после 800 года н. э., когда состоялись исламские завоевания этой области.
Соглашения, приведённые правительством Афганистана в качестве доказательства своих претензий на пуштунские земли, включают Статью 11 англо-афганского договора 1921 года, которая гласит: «обе договаривающиеся стороны, не имея претензий, используя доброжелательные намерения по отношению к племенам, проживающих рядом с их границами, обязуются информировать друг друга о любых будущих военных операциях, которые могут оказаться необходимыми для поддержания порядка среди пограничных племён». Дополнительное письмо англо-афганского договора 1921 года гласит: «В условиях проживания пограничных племён, любые спорные вопросы должны решаться в пользу правительства Афганистана. Я сообщаю вам, что британское правительство руководствуется доброй волей по отношению ко всем пограничным племенам и имеет все намерения обращаться с ними щедро, при условии, что они будут воздерживаться от посягательств в отношении народа Индии».